# Mistrovství světa v cyklokrosu mužů
Mistrovství světa v cyklokrosu mužů se koná v rámci Mistrovství světa v cyklokrosu od r. 1950.
Této kategorii se také říká muži elite nebo dříve profesionálové.

## Přehled
| Rok  | Místo          | Zlato                | Stříbro                | Bronz                 |
| 1950 | Francie        | Jean Robic           | Roger Rondeaux         | Pierre Jodet          |
| 1951 | Lucembursko    | Roger Rondeaux       | André Dufraisse        | Pierre Jodet          |
| 1952 | Švýcarsko      | Roger Rondeaux       | André Dufraisse        | Albert Meier          |
| 1953 | Španělsko      | Roger Rondeaux       | Gilbert Bauvin         | André Dufraisse       |
| 1954 | Itálie         | André Dufraisse      | Pierre Jodet           | Hans Bieri            |
| 1955 | Německo        | André Dufraisse      | Hans Bieri             | Amerigo Severini      |
| 1956 | Lucembursko    | André Dufraisse      | Georges Meunier        | Emmanuel Plattner     |
| 1957 | Belgie         | André Dufraisse      | Firmin Van Kerrebroeck | Georges Meunier       |
| 1958 | Francie        | André Dufraisse      | Amerigo Severini       | Rolf Wolfshohl        |
| 1959 | Švýcarsko      | Renato Longo         | Rolf Wolfshohl         | Amerigo Severini      |
| 1960 | Španělsko      | Rolf Wolfshohl       | Arnold Hungerbühler    | Robert Aubry          |
| 1961 | Německo        | Rolf Wolfshohl       | Renato Longo           | André Dufraisse       |
| 1962 | Lucembursko    | Renato Longo         | Maurice Gandolfo       | André Dufraisse       |
| 1963 | Francie        | Rolf Wolfshohl       | Renato Longo           | André Dufraisse       |
| 1964 | Belgie         | Renato Longo         | Roger De Clercq        | Joseph Mahé           |
| 1965 | Itálie         | Renato Longo         | Rolf Wolfshohl         | Amerigo Severini      |
| 1966 | Španělsko      | Eric De Vlaeminck    | Herman Gretener        | Rolf Wolfshohl        |
| 1967 | Švýcarsko      | Renato Longo         | Rolf Wolfshohl         | Herman Gretener       |
| 1968 | Lucembursko    | Eric De Vlaeminck    | Herman Gretener        | Michel Pelchat        |
| 1969 | Německo        | Eric De Vlaeminck    | Rolf Wolfshohl         | Renato Longo          |
| 1970 | Belgie         | Eric De Vlaeminck    | Albert Van Damme       | Rolf Wolfshohl        |
| 1971 | Nizozemsko     | Eric De Vlaeminck    | Albert Van Damme       | René De Clercq        |
| 1972 | ČSSR           | Eric De Vlaeminck    | Rolf Wolfshohl         | Herman Gretener       |
| 1973 | Velká Británie | Eric De Vlaeminck    | André Wilhelm          | Rolf Wolfshohl        |
| 1974 | Španělsko      | Albert Van Damme     | Roger De Vlaeminck     | Peter Frischknecht    |
| 1975 | Švýcarsko      | Roger De Vlaeminck   | Albert Zweifel         | Peter Frischknecht    |
| 1976 | Francie        | Albert Zweifel       | Peter Frischknecht     | André Wilhelm         |
| 1977 | Německo        | Albert Zweifel       | Peter Frischknecht     | Eric De Vlaeminck     |
| 1978 | Španělsko      | Albert Zweifel       | Peter Frischknecht     | Klaus-Peter Thaler    |
| 1979 | Itálie         | Albert Zweifel       | Gilles Baser           | Robert Vermeire       |
| 1980 | Švýcarsko      | Roland Liboton       | Klaus-Peter Thaler     | Hennie Stamsnijder    |
| 1981 | Španělsko      | Hennie Stamsnijder   | Roland Liboton         | Albert Zweifel        |
| 1982 | Francie        | Roland Liboton       | Albert Zweifel         | Hennie Stamsnijder    |
| 1983 | Velká Británie | Roland Liboton       | Albert Zweifel         | Klaus-Peter Thaler    |
| 1984 | Nizozemsko     | Roland Liboton       | Hennie Stamsnijder     | Albert Zweifel        |
| 1985 | Německo        | Klaus-Peter Thaler   | Adri van der Poel      | Claudy Michely        |
| 1986 | Belgie         | Albert Zweifel       | Pascal Richard         | Hennie Stamsnijder    |
| 1987 | ČSSR           | Klaus-Peter Thaler   | Danny De Bie           | Christophe Lavainne   |
| 1988 | Švýcarsko      | Pascal Richard       | Adri van der Poel      | Beat Breu             |
| 1989 | Francie        | Danny De Bie         | Adri van der Poel      | Christophe Lavainne   |
| 1990 | Španělsko      | Henk Baars           | Adri van der Poel      | Bruno Le Bras         |
| 1991 | Nizozemsko     | Radomír Šimůnek      | Adri van der Poel      | Bruno Le Bras         |
| 1992 | Velká Británie | Mike Kluge           | Karel Camrda           | Adri van der Poel     |
| 1993 | Itálie         | Dominique Arnould    | Mike Kluge             | Wim De Vos            |
| 1994 | Belgie         | Paul Herijgers       | Richard Groenendaal    | Erwin Vervecken       |
| 1995 | Švýcarsko      | Dieter Runkel        | Richard Groenendaal    | Beat Wabel            |
| 1996 | Francie        | Adri van der Poel    | Daniele Pontoni        | Luca Bramati          |
| 1997 | Německo        | Daniele Pontoni      | Thomas Frischknecht    | Luca Bramati          |
| 1998 | Dánsko         | Mario De Clercq      | Erwin Vervecken        | Henrik Djernis        |
| 1999 | Slovensko      | Mario De Clercq      | Erwin Vervecken        | Adri van der Poel     |
| 2000 | Nizozemsko     | Richard Groenendaal  | Mario De Clercq        | Sven Nys              |
| 2001 | Česko          | Erwin Vervecken      | Petr Dlask             | Mario De Clercq       |
| 2002 | Belgie         | Mario De Clercq      | Tom Vannoppen          | Sven Nys              |
| 2003 | Itálie         | Bart Wellens         | Mario De Clercq        | Erwin Vervecken       |
| 2004 | Francie        | Bart Wellens         | Mario De Clercq        | Sven Vanthourenhout   |
| 2005 | Německo        | Sven Nys             | Erwin Vervecken        | Sven Vanthourenhout   |
| 2006 | Nizozemsko     | Erwin Vervecken      | Bart Wellens           | Francis Mourey        |
| 2007 | Belgie         | Erwin Vervecken      | Jonathan Page          | Enrico Franzoi        |
| 2008 | Itálie         | Lars Boom            | Zdeněk Štybar          | Sven Nys              |
| 2009 | Nizozemsko     | Niels Albert         | Zdeněk Štybar          | Sven Nys              |
| 2010 | Česko          | Zdeněk Štybar        | Klaas Vantornout       | Sven Nys              |
| 2011 | Německo        | Zdeněk Štybar        | Sven Nys               | Kevin Pauwels         |
| 2012 | Belgie         | Niels Albert         | Rob Peeters            | Kevin Pauwels         |
| 2013 | USA            | Sven Nys             | Klaas Vantornout       | Lars van den Haar     |
| 2014 | Nizozemsko     | Zdeněk Štybar        | Sven Nys               | Kevin Pauwels         |
| 2015 | Česko          | Mathieu van der Poel | Wout van Aert          | Lars van der Haar     |
| 2016 | Belgie         | Wout van Aert        | Lars van der Haar      | Kevin Pauwels         |
| 2017 | Lucembursko    | Wout van Aert        | Mathieu van der Poel   | Kevin Pauwels         |
| 2018 | Nizozemsko     | Wout van Aert        | Michael Vanthourenhout | Mathieu van der Poel  |
| 2019 | Dánsko         | Mathieu van der Poel | Wout van Aert          | Toon Aerts            |
| 2020 | Švýcarsko      | Mathieu van der Poel | Tom Pidcock            | Toon Aerts            |
| 2021 | Belgie         | Mathieu van der Poel | Wout van Aert          | Toon Aerts            |
| 2022 | USA            | Tom Pidcock          | Lars van der Haar      | Eli Iserbyt           |
| 2023 | Nizozemsko     | Mathieu van der Poel | Wout van Aert          | Eli Iserbyt           |
| 2024 | Česko          | Mathieu van der Poel | Joris Niewenhius       | Michael Vanthorenhout |
| 2025 | Francie        | Mathieu van der Poel | Wout van Aert          | Thibau Nys            |

## Medaile
| Poř.                | Stát                | Zlato | Stříbro | Bronz | celkem |
| 1                   | Belgie              | 30    | 25      | 24    | 79     |
| 2                   | Nizozemsko          | 12    | 12      | 9     | 33     |
| 3                   | Francie             | 10    | 8       | 16    | 34     |
| 4                   | Švýcarsko           | 7     | 13      | 11    | 31     |
| 5                   | Německo1            | 6     | 7       | 6     | 19     |
| 6                   | Itálie              | 6     | 4       | 7     | 17     |
| 7                   | Česko2              | 4     | 4       | 0     | 8      |
| 8                   | Spojené království  | 1     | 1       | 0     | 2      |
| 9                   | USA                 | 0     | 1       | 0     | 1      |
| 10                  | Dánsko              | 0     | 0       | 1     | 1      |
| 11                  | Lucembursko         | 0     | 0       | 1     | 1      |
| Celkem - po MS 2025 | Celkem - po MS 2025 | 72    | 72      | 72    | 216    |

Poznámky:

1) - sečteny medaile NSR a sjednoceného Německa
| Stát    | Zlato | Stříbro | Bronz | celkem |
| NSR     | 5     | 6       | 6     | 17     |
| Německo | 1     | 1       | 0     | 2      |

2) - sečteny medaile České republiky a ČSFR
| Stát  | Zlato | Stříbro | Bronz | celkem |
| Česko | 3     | 3       | 0     | 6      |
| ČSFR  | 1     | 1       | 0     | 2      |

## Nejúspěšnější cyklisté
| Poř. | Jméno                | Zlato | Stříbro | Bronz | celkem |
| 1    | Mathieu van der Poel | 7     | 1       | 1     | 9      |
| 2    | Eric De Vlaeminck    | 7     | 0       | 1     | 8      |
| 3    | Albert Zweifel       | 5     | 3       | 2     | 10     |
| 4    | André Dufraisse      | 5     | 2       | 4     | 11     |
| 5    | Renato Longo         | 5     | 2       | 1     | 8      |
| 6    | Roland Liboton       | 4     | 1       | 0     | 5      |
| 7    | Rolf Wolfshohl       | 3     | 5       | 4     | 12     |
| 8    | Wout van Aert        | 3     | 4       | 0     | 7      |
| 9    | Erwin Vervecken      | 3     | 3       | 2     | 8      |
| 10   | Mario De Clercq      | 3     | 3       | 1     | 7      |
| 11   | Zdeněk Štybar        | 3     | 2       | 0     | 5      |
| 12   | Roger Rondeaux       | 3     | 1       | 0     | 4      |